# Los Cancajos
Los Cancajos ist ein Gemeindeteil und Ferienort in der Gemeinde Breña Baja auf der Kanareninsel La Palma. Er befindet sich auf der Ostseite La Palmas, zwischen der Hauptstadt Santa Cruz de La Palma und dem internationalen Flughafen La Palma. Anfang der 1980er Jahre deutete nichts darauf hin, dass an der unwirtlichen Küste bei einer stillgelegten Saline ein Ferienort entstehen würde.

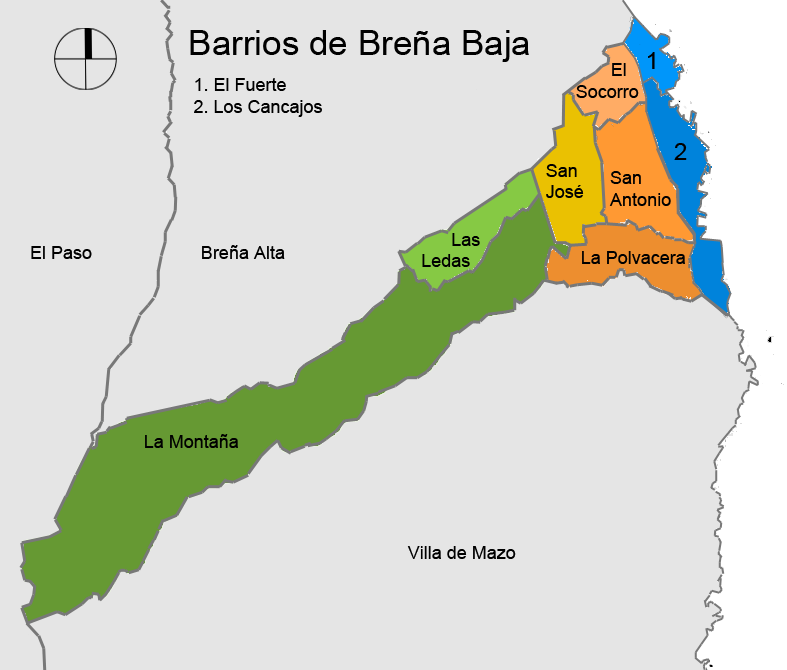
Gemeindeteile von Breña Baja

## Geschichte
Bis in die 1970er Jahre war der Ort noch ein kleines Fischerdorf und der Standort einer Saline. Mit der Anlage eines künstlich angelegten Badestrandes wuchs der Ort mit dem Tourismus und dem Bau einer Vielzahl von Hotels und Apartmenthäusern. Neben Puerto Naos ist Los Cancajos das Haupttouristenziel der Insel.

### Salinen
In Los Cancajos befinden sich die ältesten Überreste von Salinen auf La Palma. 1815 begann die Familie Fierro an diesem Ort mit dem Betrieb einer Saline. Der norwegische Botaniker Christen Smith, der 1815 die Insel La Palma besuchte, berichtete von Salinen zur Salzgewinnung auf La Palma. Die Salzpfannen befanden sich auf einer niedrigen Klippe am Meer, auf die das Meerwasser mit Hilfe von zwei Wind-Pumpen (Antrieb: Windmühlenrad) gepumpt wurde. Bei ausbleibendem Wind kam ein großes Schöpfrad zur Wasserförderung zum Einsatz, das von einem Kamel angetrieben wurde.
Noch in den 1960er Jahren wurde die Saline von der Familie Hernández Rodríguez betrieben. Heute befinden sich noch die Salzbecken und die Baukörper der Windpumpen der stillgelegten Saline an dem Küstenwanderweg (Paseo del Litoral) in Los Cancajos.
Aufgrund ökologischen Wertes wurde die Saline von der UNESCO als schutzwürdig anerkannt.
Bereits die Ureinwohner La Palmas kannten die Salzgewinnung, in dem sie hierfür kleine handgefertigte Teiche anlegten. Unterhalb der Saline in Los Cancajos befinden sich heute noch einige dieser Teiche.

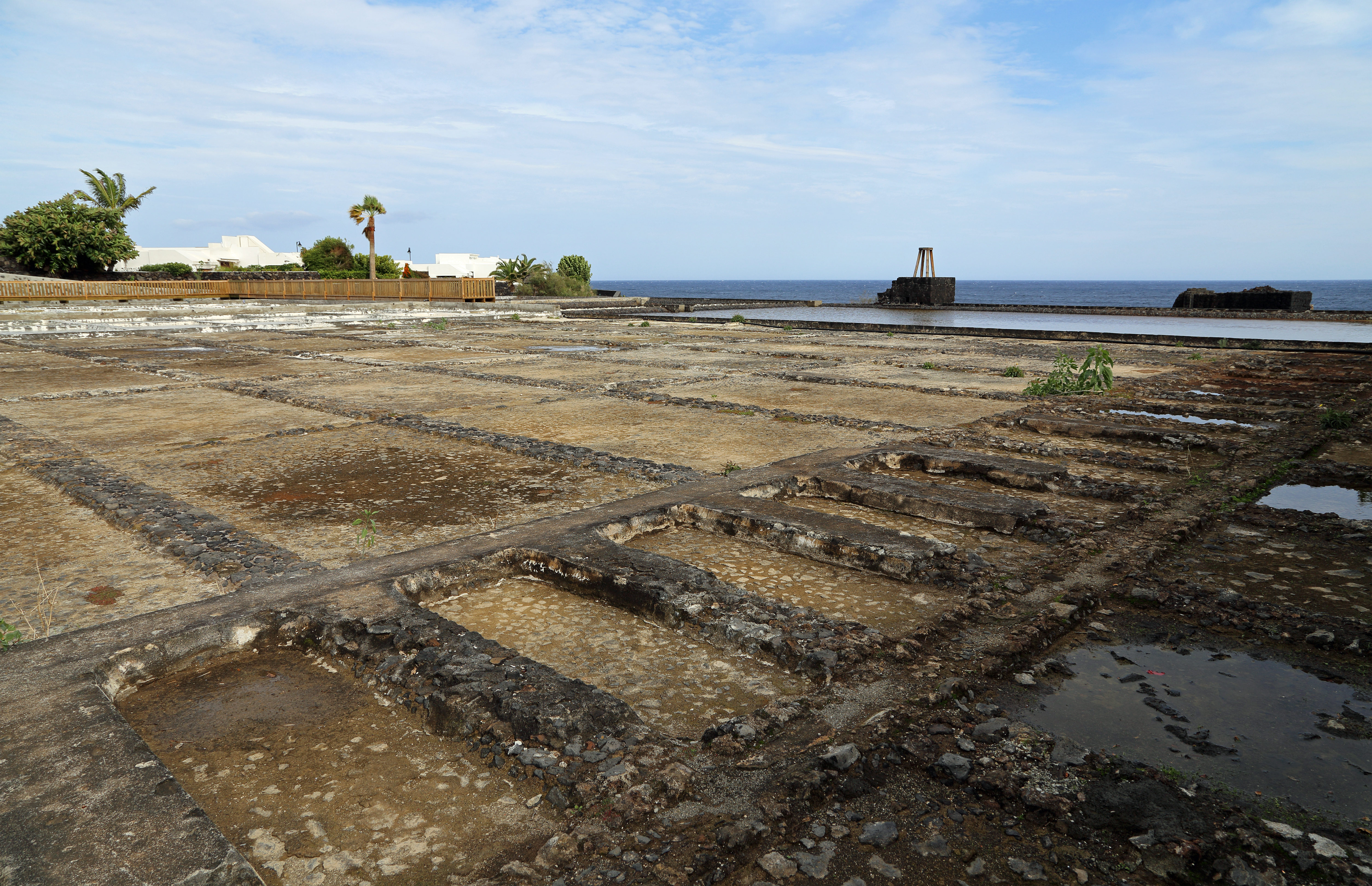
Salzpfannen der Saline, im Hintergrund 2. Windpumpe
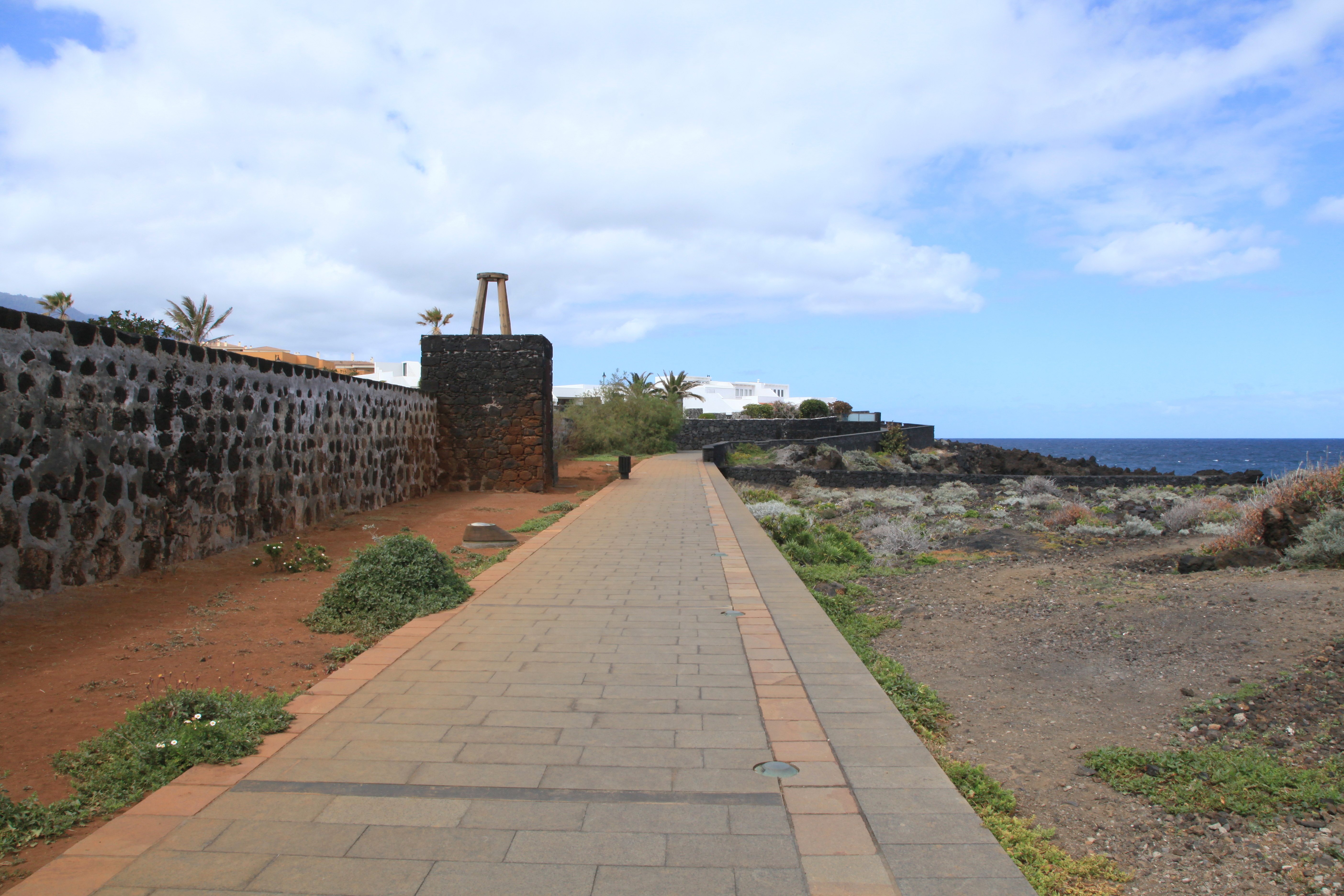
2. Windpumpe am Paseo del Litoral
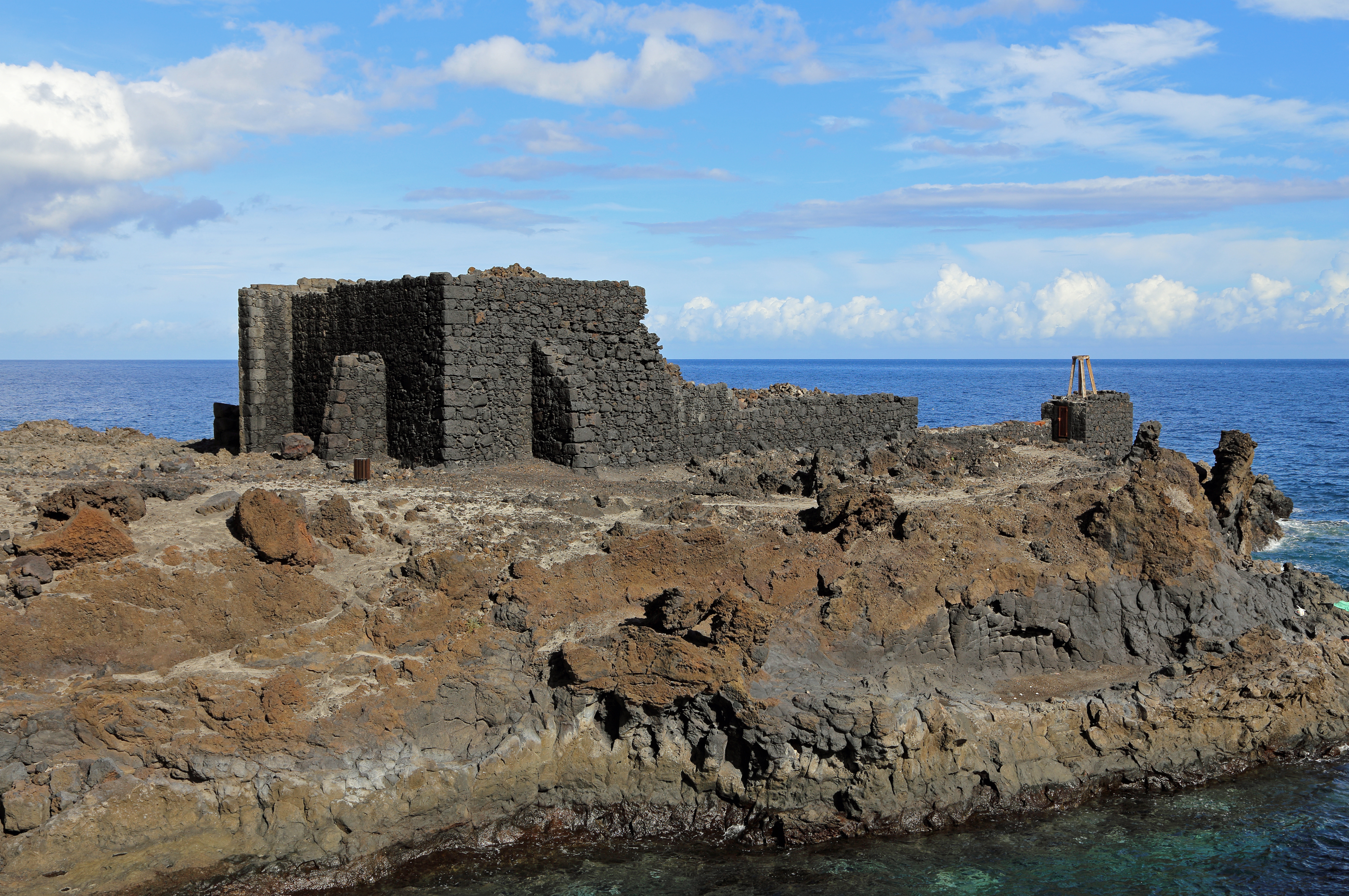
1. Windpumpe und Wassertank
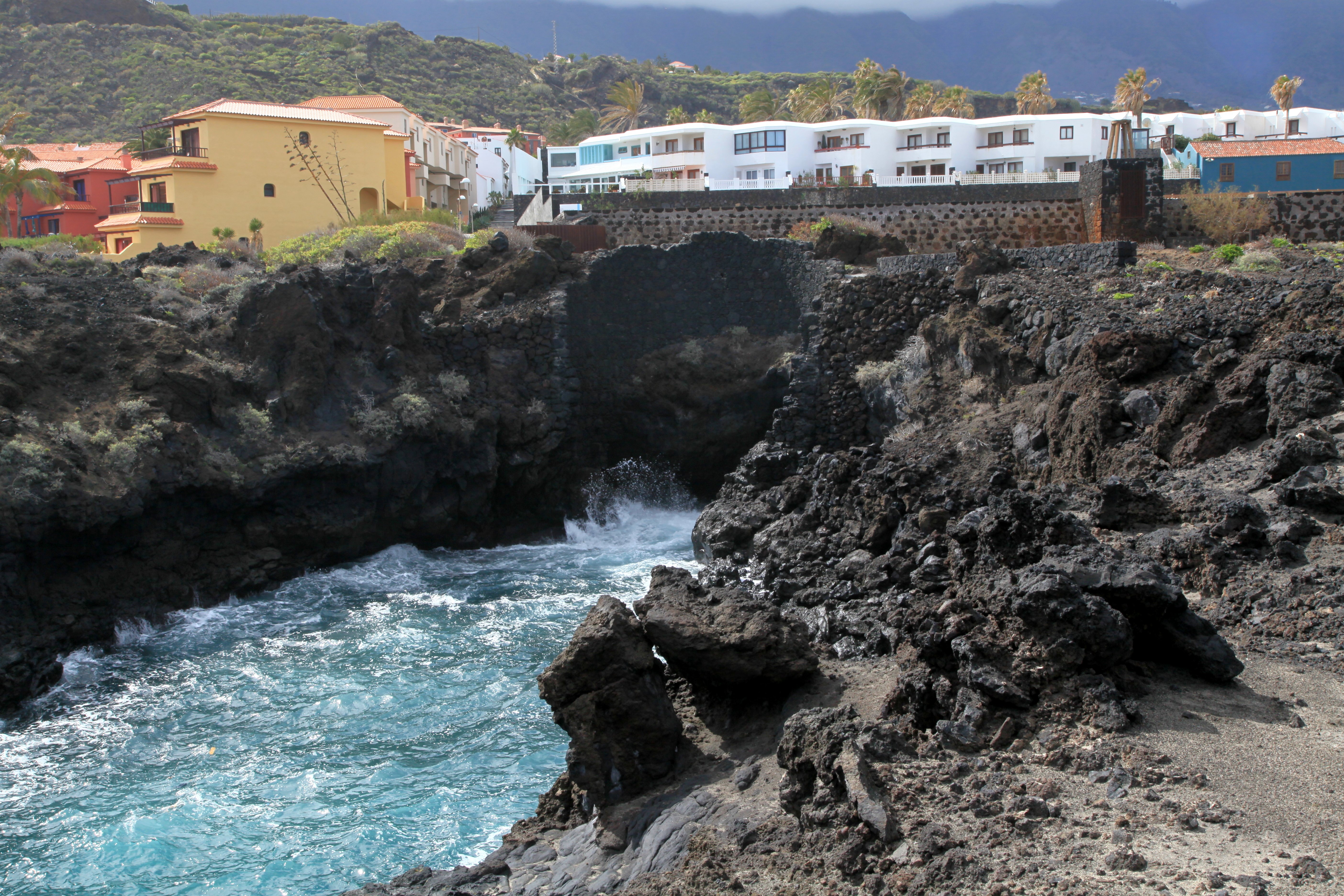
Reste vom Schacht des Schöpfrades zur Wasserförderung

### Bevölkerungsentwicklung
| Jahr          | 2000 | 2005 | 2010 | 2015 | 2018 |
| ------------- | ---- | ---- | ---- | ---- | ---- |
| Einwohnerzahl | 439  | 467  | 608  | 695  | 739  |

## Ortsbild
Los Cancajos ist ein reiner Ferienort, der seit der 1980er Jahre um den künstlich angelegten Badestrand Playa de Los Cancajos mit Hotels und Apartmentanlagen (mit ungefähr 3000 Gästebetten) rasch gewachsen ist, ohne dass sich ein Ortskern herausgebildet hat.
Entlang der Küste des Ortes wurde eine Uferpromenade, Paseo del Litoral angelegt, von der aus die zerklüftete Felsenküste aus Lavagestein gut einsehbar ist. Über den Küstenweg ist auch die Hauptstadt Santa Cruz zu Fuß zu erreichen.

Los Cancajo, im Hintergrund links Santa Cruz

### Strände

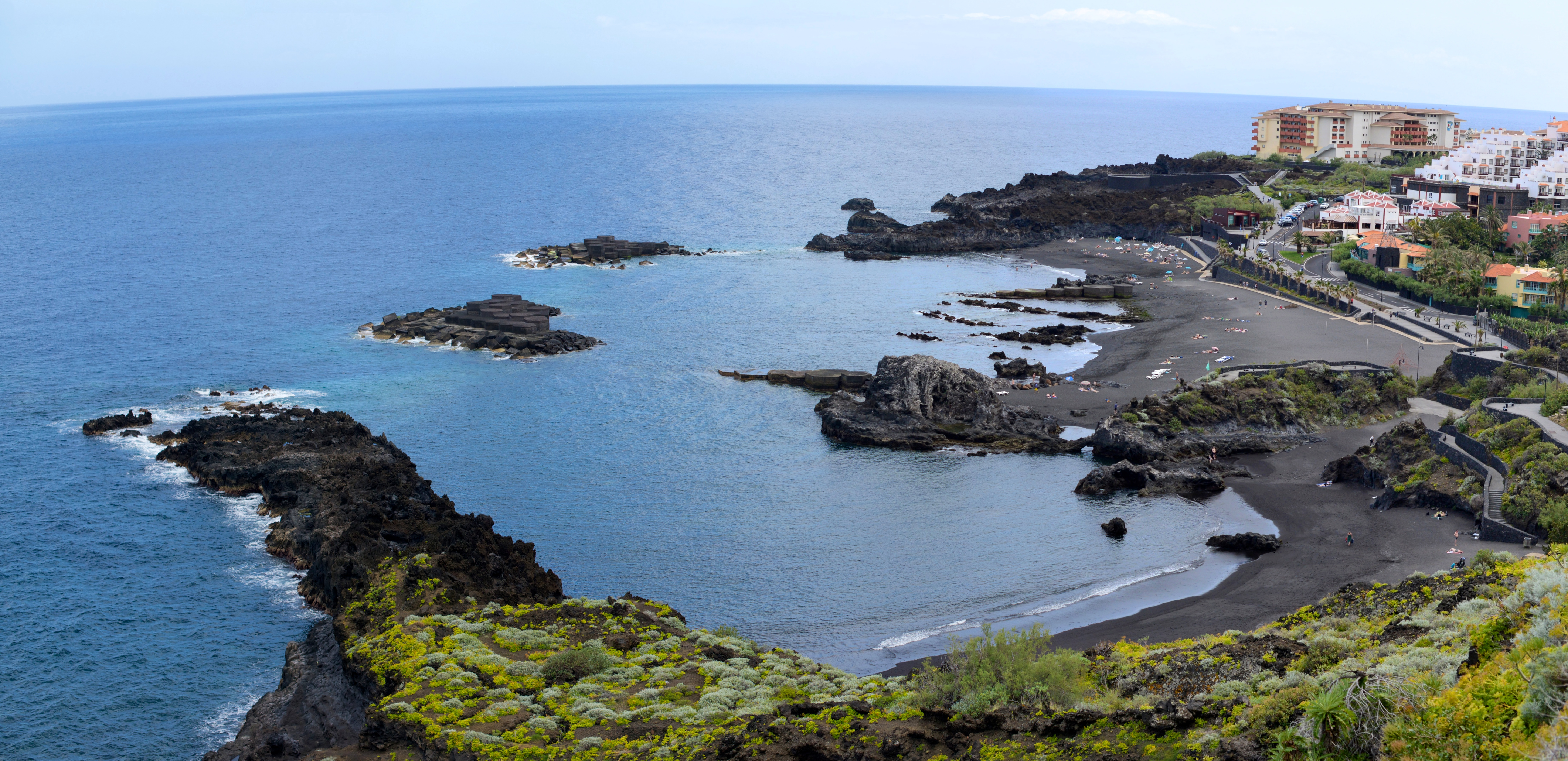
Schwarzsandige Bade-Buchten

Die Playa de Los Cancajos besteht aus zwei schwarzsandigen, flach zum Meer hin abfallende Badebuchten von etwa 200 bzw. 100 Metern Länge, die künstlich angelegt wurden. Mehrere Wellenbrecher vor der Küste schützen die Buchten sowie die Badenden vor dem oft sehr unruhigen Atlantik. Die Buchten dienen auch als Tauchbasen, die ein ideales Revier auch für Tauchanfänger und Schnorchler sind, zur Erkundung der örtliche Unterwasserfauna. Der Badebetrieb am Strand ist ganzjährig an mehreren Stellen von Rettungsschwimmern bewacht.